# Max Kauffmann (Maler)

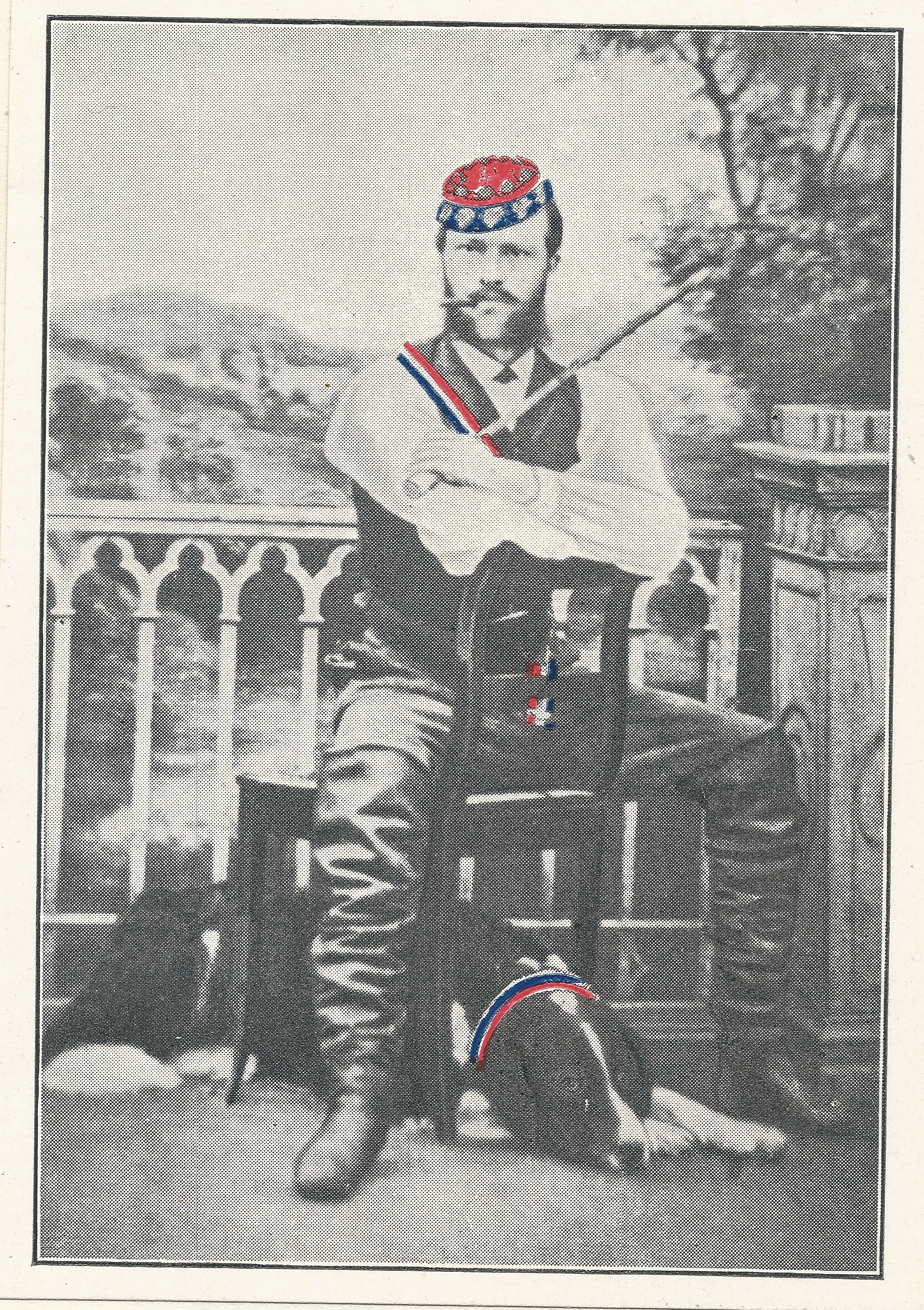
Max Kauffmann

Max Kauffmann (* 1846 in Kulm; † 1913 in München) war ein deutscher Genremaler.

## Leben
In Böhmen geboren studierte Max Kauffmann an der Universität Halle und wurde dort 1868 Mitglied des Corps Teutonia. Nach dem Studium ließ er sich in München nieder, wo er bis zu seinem Tod als Genremaler tätig war.
Werke
- Ein guter Tropfen
- Biertrinker
- Rothkäppchen
- Stillvergnügt
- Herr mit Zigarre
- Der Weintrinker